# Aloe albida
Aloe albida é uma espécie de liliopsida do gênero Aloe, pertencente à família Asphodelaceae.